# Søren Hempel
Søren Hempel (født 3. januar 1775, død 12. januar 1844) var en dansk bogtrykker og avisudgiver.
Hempel blev født i Faaborg, hvor faderen, Christian Hempel, var distriktskirurg og postmester; moderen hed Sophie født Erreboe. 1793 blev han student fra Odense Skole, 1796 tog han teologisk eksamen, og 1797 købte han i kompagni med den franske emigrant J.B. Lindenfels Fyns Stifts Adressekontor og Bogtrykkeri i Odense, hvormed han forbandt en boghandel.
Han lod det imidlertid ikke være nok med at trykke og sælge aviser og bøger, han skrev selv flittig og kom derved i mange pennefejder, navnlig med Christian Iversen, der fra 1780 havde udgivet en anden avis i Odense. Det forholder sig dog næppe, som N.M. Petersen vil vide, at fejderne mellem Fyns Stiftstidende (Hempel) og Fyns Avis (Iversen) var aftalte; de førtes for Alvor, og det havde, som andensteds sagt, ikke lille indflydelse, at Odense havde 2 sådanne førere og organer for den offentlige meningsytring, begge i liberal og patriotisk ånd.
Som gammel teolog tog Hempel særlig kraftig til orde mod tidens pietistiske og grundtvigske bevægelser, og som dilettant i astronomien skrev han en del astronomiske artikler.
1813 blev han forligelseskommissær og 1838 borgerlig rådmand i Odense, hvorfra han 1835 blev valgt til stænderdeputeret, i hvilken egenskab han gav møde i Roskilde 1835, 1838 og 1840. Hempel nedskrev sine oplevelser og indtryk af disse møder, og de blev udgivet i 1946 af Hakon Müller. Men Hempel var af en ældre tid og hans konservatisme og gammeldags synsmåde forstod ikke de nyere liberale strømninger og han trak sig fra landspolitik efter 1840. Allerede 1829 var han blevet kancelliråd.
Hans 47-årige fødselsdag, 3. januar 1822, der faldt sammen med Fyns Stiftstidendes 50-årige jubilæum og hans eget 25-årige jubilæum som dens udgiver, blev stærkt fejret. I bestyrelsen for Lahns Stiftelse stod han, "Borgervennen", som et virksomt medlem, og ved hans initiativ oprettedes 1841 "Stiftelsen af 18. September" for trængende håndværksmestre og deres enker.
19. september 1798 ægtede han Frederikke Kirstine Kisbye (født 16. maj 1769 død 22. september 1839), datter af kateket ved St. Knuds Kirke i Odense Morten Kisbye og Johanne Margrethe født Sibbern.